# Thilo von Werthern

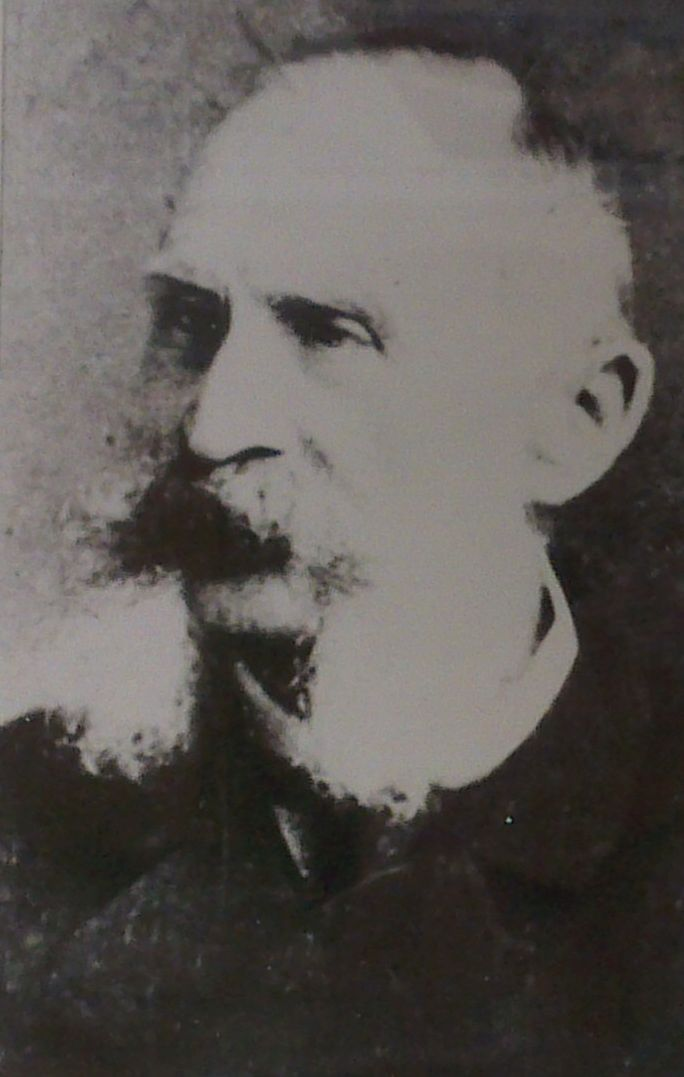
Thilo Freiherr von Werthern

Thilo Freiherr und Herr von Werthern (* 18. März 1818 auf Schloss Beichlingen; † 1. Februar 1888 in Großneuhausen) war ein preußischer Gutsbesitzer und Politiker.

## Herkunft und Leben
Thilo von Werthern entstammte dem thüringischen Adelsgeschlecht Werthern. Er war zweitältester Sohn des Herrenhausmitglieds Ottobald Graf von Werthern-Beichlingen und dessen Ehefrau Luise, geborene Freiin von Rotberg. Der preußische Diplomat Georg von Werthern-Beichlingen (1816–1895) war sein älterer Bruder.
Thilo von Werthern bewirtschaftete die Familiengüter Kölleda und Großneuhausen. Von 1869 bis zu seinem Tode war er Mitglied des Preußischen Herrenhauses auf Präsentation des Alten und befestigten Grundbesitz im Landschaftsbezirk Ost-Thüringen. Im Erbgang nach Maria von Heyden-Linden gingen Schloss Hoppenrade mit 1.033 ha Land und 3.044 ha Forst bei Neuendorf im Löwenburger Land an den Sohn Georg. Die Familie blieb im Besitz bis zur Enteignung 1945.
Thilo von Werthern war Rechtsritter des Johanniterordens.
Ihm wurde 1865 der Rote Adlerorden 4. Klasse verliehen.

## Familie
Thilo von Werthern heiratete 1858 Maria von Heyden-Linden (1835–1860), Tochter des königl. preußischen Kammerherrn und Erblandmundschenken in Altvorpommern Helmuth von Heyden-Linden (1801–1872). Das Paar hatte zwei Kinder:
- Georg (1859–1939) ⚭ Sophie Freifrau von Bessel (1863–1933)
- Ida-Marie (1860–1948) ⚭ Hermann Graf von Schwerin-Wolfshagen (1851–1918)